# André Manoukian
André (Antranik) Manoukian (* 9. April 1957 in Lyon) ist ein französischer Jazzpianist, Komponist, Arrangeur und Musikproduzent armenischer Abstammung: Antranik ist die armenische Form von André. Er ist seit ca. 1993 verheiratet mit Stéphanie.

## Leben und Wirken
Im Alter von sieben Jahren begann Manoukian autodidaktisch Klavier zu spielen, verdiente später seinen Lebensunterhalt mit dem Verkauf von Orgeln. Er studierte dann im renommierten Berklee College of Music in Boston. Nach Frankreich zurückgekehrt, gründete er die Jazzband „Horn Stuff“ und komponierte. Zwei Jazz-Funk-Alben wurden aufgezeichnet. Für Liane Foly, die er 1983 entdeckte und mit der er bis 1992 zusammen war, schrieb er die Erfolge Au fur et à mesure und Doucement.
Weitere Kompositionen schuf er für Michel Petrucciani, Richard Galliano, Charles Aznavour, Gilbert Bécaud, Diane Dufresne, Nicole Croisille, Natacha Atlas, Janet Jackson, Myriam Abel, Camille Bazbaz und seit 2001 für Malia. Ab 2002 wurde er dem breiten Publikum bekannt als Juror der ersten fünf Staffeln von Nouvelle Star, der französischen Version von Deutschland sucht den Superstar. 2011 nahm er an der ersten Staffel der Tanzshow Danse avec les stars teil.

## Diskografische Hinweise

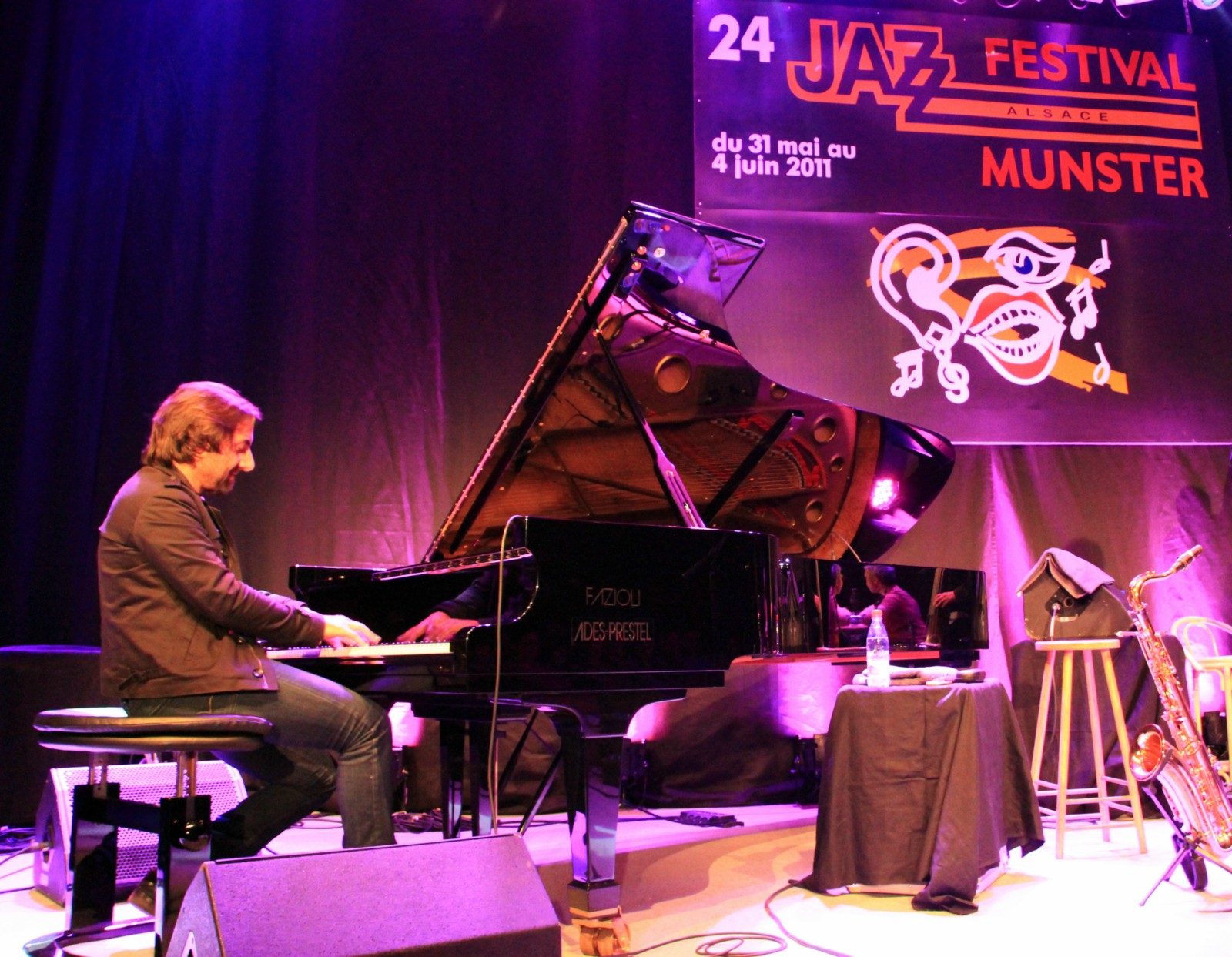
André Manoukian auf dem Jazzfestival Munster 2011

### Alben unter eigenem Namen
- 2008 – Inkala
- 2010 – So in Love
- 2011 – Melanchology (mit Stéphane Huchard, Christophe Wallemme, Hervé Gourdikian, Ibrahim Maalouf)
- 2017 – Apatride
- 2021 – Les pianos de Gainsbourg (mit Melody Gardot, Élodie Frégé, Camélia Jordana, Camille Lellouche, Isabelle Adjani, Rosemary Standley)
- 2022 – Anouch

### Komponist und Produzent
- 1988 – The Nan I Love – Liane Foly
- 1990 – Rêve Orange – Liane Foly
- 1993 – Les petites notes – Liane Foly
- 1994 – Sweet Mystery (english version of petites notes) – Liane Foly
- 2002 – Yellow Daffodils – Malia
- 2004 – La Chanteuse de bal – Liane Foly
- 2004 – Echos of Dreams – Malia
- 2007 – Young Bones – Malia

### Produzent
- 1994 – Lumières – Liane Foly
- 1998 – Jazzaznavour – Charles Aznavour
- 1999 – Faut faire avec – Gilbert Bécaud
- 2006 – La Vie devant toi – Myriam Abel
- Weitere Alben produzierte er für Michel Petrucciani und Richard Galliano.

### Komponist
- 1994 – Französische Übersetzung von Again (Janet Jackson)
- 2000 – Épine de rose – Diane Dufresne (lyrics: P. Grosz)
- 2002 – Ne dis rien – Julie Demne
- 2003 – À quoi ça sert – Gérard Darmon – (lyrics: C. Bazbaz)
- 2004 – Éternelle – Nicole Croisille

## Filmmusik (Auswahl)
- 1994: Der Winkeladvokat (Les ténors)
- 2006: Jean-Philippe
- 2006: Manche mögen’s reich (Quatre étoiles)
- 2013: Fonzy
- 2013: La grande boucle
- 2015: Les yeux ouverts